# اندیس دره پاچنار (دره تخت)
دره پاچنار(دره تخت) یک اندیس فلزی است که در حوالی شهر درود استان لرستان قرار دارد و مادهٔ معدنی موجود در آن، مس است.  